# Pteropus poliocephalus
La volpe volante dalla testa grigia (Pteropus poliocephalus Temminck, 1825) è un pipistrello  appartenente alla famiglia degli Pteropodidi, diffuso in Australia.. 

## Descrizione

### Dimensioni
Pipistrello di grandi dimensioni, con la lunghezza della testa e del corpo tra 230 e 289 mm, la lunghezza dell'avambraccio tra 130 e 180 mm e un peso fino a 1 kg.

### Aspetto
La pelliccia è lunga e densa. Le parti dorsali variano dal bruno-olivastro al grigio scuro talvolta densamente cosparse di peli argentati, quelle ventrali sono più chiare, il collare è fulvo, mentre la testa è grigio chiara brizzolata. Il muso è lungo ed affusolato, gli occhi sono grandi. Le orecchie sono lunghe ed appuntite. La tibia è densamente ricoperta di peli fino alle caviglie. Le membrane alari sono attaccate lungo i fianchi del corpo. È privo di coda, mentre l'uropatagio è ridotto ad una sottile membrana lungo la parte interna degli arti inferiori. Effettua una muta nel mese di giugno, passando da una fase più scura ad una più chiara.

## Biologia

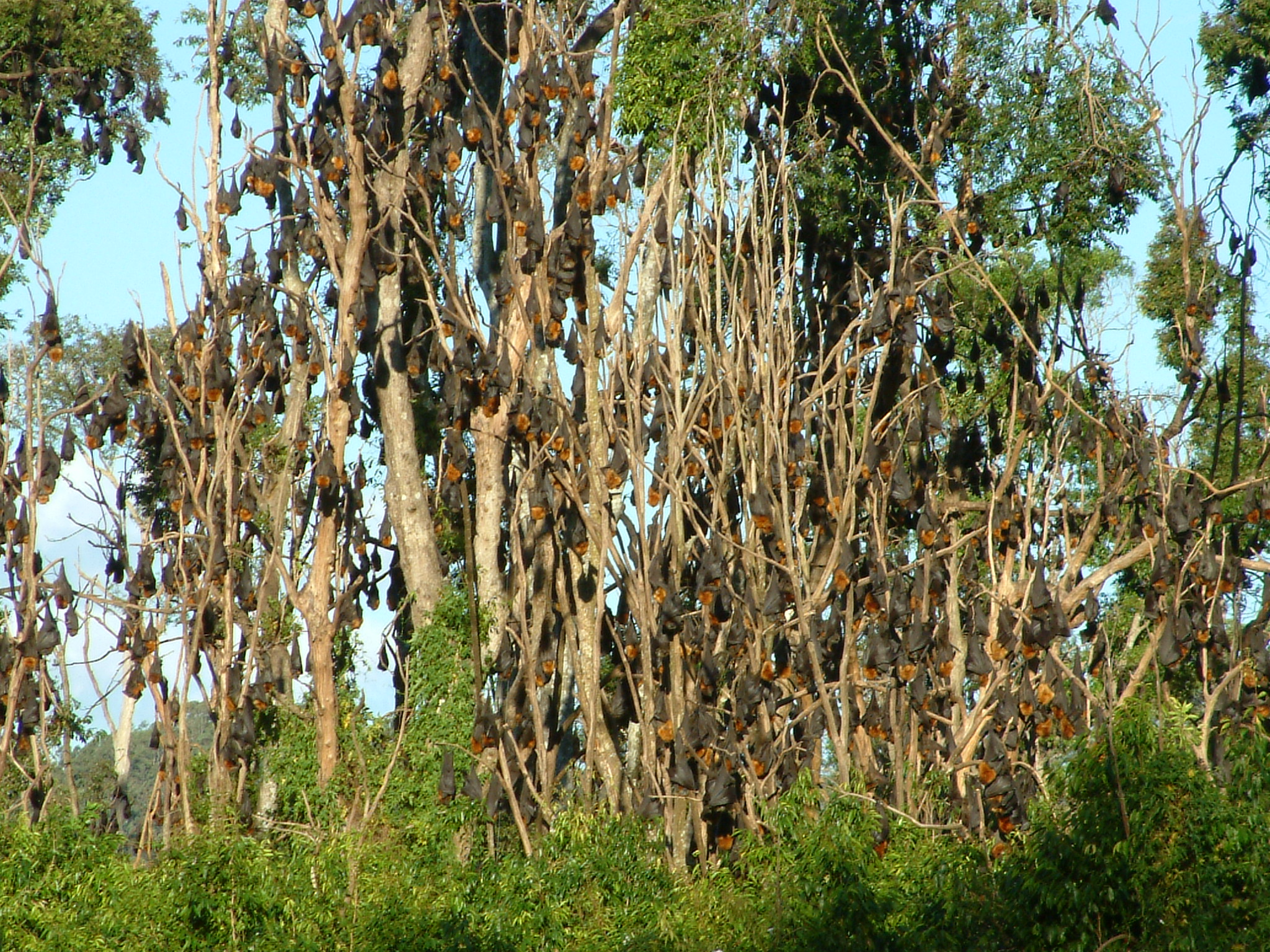
Colonia

### Comportamento
Forma grandi colonie su alberi spogli, tra la densa vegetazione in prossimità di specchi d'acqua come fiumi, laghi o lungo le coste e in parchi e giardini all'interno di ambienti urbani e suburbani. Solitamente frequenta gli stessi siti per diverso tempo.

### Alimentazione
La dieta consiste in fiori e frutti di diverse specie di piante coltivate e native, tra le quali principalmente molte specie di Eucalipto.

### Riproduzione
Gli accoppiamenti avvengono tra marzo e aprile. Le femmine danno alla luce un piccolo all'anno tra settembre ed ottobre. Entrambi i sessi raggiungono la maturità sessuale dopo circa 18 mesi di vita. L'allattamento dura tra 5 e 6 mesi, sebbene i piccoli possano già volare dopo appena 8-10 settimane dalla nascita. L'aspettativa di vita in natura è fino a 18 anni.

## Distribuzione e habitat
Questa specie è diffusa in Australia, negli stati del Queensland sud-orientale, e lungo le coste del Nuovo Galles del Sud e Victoria.
Vive nelle foreste tropicali umide, Mangrovie, Savane e piantagioni di frutta. È stato osservato anche in aree urbane dove sono disponibili cibo e siti dove riposare.

## Tassonomia
In accordo alla suddivisione del genere Pteropus effettuata da Andersen, P. poliocephalus è stato inserito nello P. macrotis species Group, insieme a P. macrotis stesso. Tale appartenenza si basa sulle caratteristiche di non avere un ripiano basale nei premolari e di avere orecchie lunghe ed appuntite.
Altre specie simpatriche dello stesso genere: P. alecto, P. scapulatus.

## Conservazione
La IUCN Red List, considerato il lento declino della popolazione, ridotto del 30% negli ultimi 15 anni, e la probabile competizione ed ibridizzazione con P. alecto, classifica P. poliocephalus come specie vulnerabile (VU).